# Precedence Entertainment
Precedence Entertainment var ett företag som tillverkade bland annat samlarkortspelen Babylon 5, The Wheel of Time och Rifts. Gemensamt för dessa spel är att spelaren själv valde hela eller delar av sin starthand. Precedence gick i konkurs i april 2002.